# Lloyd Glenn
Lloyd Glenn (* 21. November 1909 in San Antonio, Texas; † 23. Mai 1985 in Los Angeles) war ein US-amerikanischer Pianist, Musikproduzent und Arrangeur im Bereich des Jump Blues und des Rhythm and Blues.

## Leben und Wirken
Glenn spielte in den 1930er Jahren in den Südstaaten im Raum San Antonio und Dallas sowie im Mittleren Westen der USA, u. a. im Orchester von Don Albert, mit dem 1936 erste Aufnahmen entstanden. Er ließ sich dann in Kalifornien nieder, um mit verschiedenen Gruppen zu arbeiten, wie mit Walter Johnson (1944) und Red Mack. Ansonsten war er vorwiegend als Sessionmusiker und Arrangeur tätig  1947 begleitete er T-Bone Walker bei seiner Aufnahme des Stormy Monday Blues, die zum Hit wurde. Im selben Jahr entstanden erste eigene Aufnahmen als Lloyd Glenn and His Joymakers für Imperial Records; zu seinen Musikern gehörten Marshall Royal, Gene Phillips und die Sängerin Geraldine Carter.

Lowell Fulson - Everyday I Have the Blues

Ab 1949 arbeitete er als A&R für das Label Swing Time von Jack Lauderdale und nahm eine Reihe von Schallplatten mit Lowell Fulson auf, wie Everyday I Have the Blues und Blue Shadows. Mit Fulson nahm er 1949 für das Label Swing Time auch unter eigenem Namen auf; mit seinem Old Time Shuffle Blues hatte er einen eigenen R&B-Hit; der Song landete 1950 auf #3 der US-Billboard R&B-Charts, gefolgt von Chica Boo, der im Juni 1951 auf #1 der R&B Charts gelangte. Daneben spielte er als Pianist in Kid Orys Creole Jazz Band.  Glenn verließ Ory im Jahr 1953 und wurde als Musiker und Produzent bei Aladdin Records tätig, u. a. spielt er bei B.B. Kings Album My Kind of Blues (1960).
Während der 1960er Jahre arbeitete er weiterhin als Sessionmusiker für B.B. King, T-Bone Walker und eigenen Projekten. Am Ende seiner Karriere spielte er in Clubs in Los Angeles, trat auf dem Monterey Jazz Festival auf und tourte mit Clarence Gatemouth Brown, Big Joe Turner und seinem Sohn Lloyd Glenn Jr. Er war bis in die 1980er Jahre als Musiker aktiv.